# Életem szerelme
Az Életem szerelme (She's So Lovely) egy amerikai filmdráma 1997-ből, rendezte Nick Cassavetes, írta a néhai John Cassavetes. A film egy hagyaték, a forgatókönyvet Nick apja még a nyolcvanas években írta, és ő maga szerette volna vászonra vinni. 1989-ben bekövetkezett halála előtt kérte fel Sean Pennt a főszerepre. A film eredeti/munkacíme She's De-Lovely volt, de Cole Porter zeneszerző örökösének kérésére megváltoztatták. Cole Porter híres, 1936-ban írt dala a It's De Lovely, ami a változtatás oka volt, fel is csendül a filmben az emlékezetes tánc-jelenet alatt.
A film témája a szerelem, a maga Cassavetes-i natúr valójában. A film hősei szenvednek, ölnének és meghalnának ezért a szerelemért. Az 1997-es Cannes-i fesztiválon megrázó szerepmegformálásáért Sean Penn megkapta a Legjobb férfi alakításért járó díjat, Thierry Arbogast pedig a képi megvalósításért vihette haza megosztva a Vulcain-díjat.

## Történet
|  | Alább a cselekmény részletei következnek! |

A Sean Penn által megformált Eddie egy alkoholista mihaszna, akinek gyengék az idegei. Se rendes munkája, se pénze. Egyetlen biztos dolog az életében fiatal felesége, Maureen (Robin Wright) iránti imádata. Kapcsolatuk amolyan se veled, se nélküled viszony a hetvenes évekbeli Hollywoodban. Két ember kapcsolata, akik nem tudják kimutatni megfelelőképpen az érzéseiket és ettől szenvednek. Mióta felesége terhes, Eddie néha napokra eltűnik otthonról. Egy ilyen napon kezdődik a történet.
Eddie három napja nem volt otthon és nem vette be a gyógyszereit. Miközben hazafelé tart, a terhes Maureen, arra ébred, hogy egyedül van a lakásban. Bizonytalan léptekkel elindul tűsarkú cipőjében a sarki kocsmában, némi információért és italért. A kövér szomszéddal, Kieferrel (James Gandolfini) kezd el iszogatni, szó szót követ és Kiefer megpróbálja megerőszakolni, mikor az asszony ellenkezik, megveri. Amikor a férje előkerül, – ismerve annak heves természetét – próbálja mindenáron eltitkolni a kék-zöld foltjanak valódi okát. Eddie elrángatja táncolni. Pénze ugyan nincs, de szerelmes ragaszkodása meghatja a kasszírnőt (Justina Machado) és bejutnak. Hamarosan mégis kiderül minden és a férfi megőrül. Maureen hívja az elmegyógyintézet, de párja menekülőre fogja. Minden balul sül el: lövés dördül és Eddie-t tíz évre elmegyógyintézetbe zárják, közben felesége azzal biztatja, hogy csak három hónap az egész. Miután szabadul csak egy dolgot szeretne – visszakapni az imádott nőt.
Maureennek már három gyermeke van – köztük Jeanie (Kelsey Mulrooney), Eddie lánya – és a jómódú vállalkozó, Joey (John Travolta), felesége. Ránézésre egészen megváltozott, de vajon tényleg ennyire egyértelmű, hogy kit választ, ha a volt férje felbukkan? Eddie pedig hajthatatlan. Barátaival megjelenik Joey házában és vissza követeli szerelmét. Kiderül, hogy Joey is ragaszkodik családjához, és újra előkerül egy fegyver. Végül Maurren dönt, elhagyja a családját, hogy Eddie-vel új életet kezdjenek.
|  | Itt a vége a cselekmény részletezésének! |

## Szereplők
| Karakter             | Színész            | Magyar hang          |
| -------------------- | ------------------ | -------------------- |
| Eddie Quinn          | Sean Penn          | Reisenbüchler Sándor |
| Maureen Murphy Quinn | Robin Wright       | Hámori Eszter        |
| Tony "Shorty" Russo  | Harry Dean Stanton | Reviczky Gábor       |
| Georgie              | Debi Mazar         | Juhász Judit         |
| Kiefer               | James Gandolfini   | Barbinek Péter       |
| Saul Sunday          | David Thornton     | Kárpáti Levente      |
| Lucinda              | Susan Traylor      | Solecki Janka        |
| Cooper               | Bobby Cooper       | Hegedüs Miklós       |
| Jeannie              | Kelsey Mulrooney   | Csuha Borbála        |
| Joey Germoni         | John Travolta      | Gergely Róbert       |
| Miss Green           | Gena Rowlands      | Császár Angela       |

## Filmzene
Az eredeti filmzenét Joseph Vitarelli szerezte. A filmben elcsendülő dalok listája előadó szerint:
- Björk – "It's Oh So Quiet"
- The Dramatics – "Get Up & Get Down"
- Grace Jones – "Hollywood Liar", "I'm Not Perfect (But I'm Perfect for You)", "Party Girl"
- Gwen McCrae – "Rockin' Chair"
- Johnnie Taylor – "Somebody's Gettin' It"
- KC & The Sunshine Band – "That's the Way (I Like It)"
- Psychotic Aztec – "It's De Lovely"
- David Baerwald – "The Toughest Whore in Babylon"
- Third Eye Blind – "Semi-Charmed Life"

## Fordítás
- Ez a szócikk részben vagy egészben  a   She%27s_So_Lovely című angol Wikipédia-szócikk fordításán alapul.  Az eredeti cikk szerkesztőit annak laptörténete sorolja fel. Ez a jelzés csupán a megfogalmazás eredetét és a szerzői jogokat jelzi, nem szolgál a cikkben szereplő információk forrásmegjelöléseként.